# Stati per indice di sviluppo umano
     Molto alto (≥ 0.800)
     Alto (0.700–0.799)
     Medio (0.550–0.699)
     Basso (≤ 0.549)
     Dati non disponibili
     ≥ 0.950
     0.900–0.950
     0.850–0.899
     0.800–0.849
     0.750–0.799
     0.700–0.749
     0.650–0.699
     0.600–0.649
     0.550–0.599
     0.500–0.549
     0.450–0.499
     0.400–0.449
     ≤ 0.399
     Dati non disponibili

Mappa che indica la categoria di indice di sviluppo umano (dati del 2022, pubblicati nel 2024)
Molto alto (≥ 0.800)
Alto (0.700–0.799)
Medio (0.550–0.699)
Basso (≤ 0.549)
Dati non disponibili

Mappa che indica l'indice di sviluppo umano per incrementi di 0,05 (dati del 2022, pubblicati nel 2024)
≥ 0.950
0.900–0.950
0.850–0.899
0.800–0.849
0.750–0.799
0.700–0.749
0.650–0.699
0.600–0.649
0.550–0.599
0.500–0.549
0.450–0.499
0.400–0.449
≤ 0.399
Dati non disponibili

Questa è una lista di stati per indice di sviluppo umano come estrapolato dal Rapporto sullo sviluppo umano compilato dall'Organizzazione delle Nazioni Unite nell'ambito del Programma di Sviluppo. L'indice di sviluppo umano (ISU) (in inglese: HDI-Human Development Index) è un indice comparativo dello sviluppo dei vari paesi calcolato tenendo conto dei diversi tassi di aspettativa di vita, istruzione e del reddito nazionale lordo procapite. È divenuto uno strumento standard per misurare il benessere di un paese.
È usato per dividere i paesi sviluppati, in via di sviluppo o sotto-sviluppati e viene confrontato nel tempo per vedere se una certa politica economica riesce a migliorare la qualità della vita.
Gli stati sono ordinati in base al loro indice di sviluppo umano (ISU) e divisi in quattro gruppi in base al quartile di appartenenza: molto alto, alto, medio, o basso.
Il rapporto 2024 include i 193 Stati membri delle Nazioni Unite, lo Stato di Palestina e Hong Kong. Tuttavia, l'indice di sviluppo umano non è calcolato per due degli Stati membri dell'ONU: Corea del Nord e Monaco. Alcune componenti di questo indice possono essere calcolate per questi Stati. In totale, l'indice di sviluppo umano è disponibile per 193 nazioni.

## Lista completa degli stati
- = incremento
- = stabile
- = decremento
- Valori simili dell'ISU non implicano la stessa posizione in quanto il valore e la classifica sono determinati usando fino alla sesta cifra decimale.
- Per quanto riguarda la tabella "ISU molto alto" e "ISU Alto" questa revisione dell'indice è stata pubblicata nel 2025 e stima il valore dell'ISU per il 2023.[3]
- Invece, per le tabelle "ISU medio" e "ISU basso" utilizzano i dati del report del 2024, quindi con dati del 2022.[4]

### ISU molto alto
| Posizione           | Posizione                    | Nazione             | ISU                 | ISU                                     |
| 2025, dati del 2023 | Cambiamento rispetto al 2015 | Nazione             | 2025, dati del 2023 | Cambiamento medio nel periodo 2010-2023 |
| ------------------- | ---------------------------- | ------------------- | ------------------- | --------------------------------------- |
| 1                   | (2)                          | Islanda             | 0,972               | 0,28%                                   |
| 2                   | (1)                          | Norvegia            | 0,970               | 0,25%                                   |
| 2                   | Stabile                      | Svizzera            | 0,970               | 0,24%                                   |
| 4                   | (2)                          | Danimarca           | 0,962               | 0,35%                                   |
| 5                   | (1)                          | Germania            | 0,959               | 0,19%                                   |
| 5                   | Stabile                      | Svezia              | 0,959               | 0,38%                                   |
| 7                   | (1)                          | Australia           | 0,958               | 0,20%                                   |
| 8                   | (2)                          | Paesi Bassi         | 0,955               | 0,26%                                   |
| 8                   | (1)                          | Hong Kong           | 0,955               | 0,38%                                   |
| 10                  | (3)                          | Belgio              | 0,951               | 0,26%                                   |
| 11                  | (4)                          | Irlanda             | 0,949               | 0,38%                                   |
| 12                  | (4)                          | Finlandia           | 0,948               | 0,27%                                   |
| 13                  | (2)                          | Singapore           | 0,946               | 0,25%                                   |
| 13                  | (2)                          | Regno Unito         | 0,946               | 0,24%                                   |
| 15                  | (27)                         | Emirati Arabi Uniti | 0,940               | 1,04%                                   |
| 16                  | (2)                          | Canada              | 0,939               | 0,22%                                   |
| 17                  | (1)                          | Liechtenstein       | 0,938               | 0,23%                                   |
| 17                  | (5)                          | Nuova Zelanda       | 0,938               | 0,13%                                   |
| 17                  | Stabile                      | Stati Uniti         | 0,938               | 0,10%                                   |
| 20                  | (1)                          | Corea del Sud       | 0,937               | 0,36%                                   |
| 21                  | (2)                          | Slovenia            | 0,931               | 0,33%                                   |
| 22                  | (3)                          | Austria             | 0,930               | 0,21%                                   |
| 23                  | (3)                          | Giappone            | 0,925               | 0,16%                                   |
| 24                  | (5)                          | Malta               | 0,924               | 0,50%                                   |
| 25                  | (3)                          | Lussemburgo         | 0,922               | 0,14%                                   |
| 26                  | (1)                          | Francia             | 0,920               | 0,28%                                   |
| 27                  | (3)                          | Israele             | 0,919               | 0,26%                                   |
| 28                  | Stabile                      | Spagna              | 0,918               | 0,40%                                   |
| 29                  | (3)                          | Rep. Ceca           | 0,915               | 0,22%                                   |
| 29                  | (1)                          | Italia              | 0,915               | 0,24%                                   |
| 29                  | (2)                          | San Marino          | 0,915               | 0,32%                                   |
| 32                  | (1)                          | Andorra             | 0,913               | 0,20%                                   |
| 32                  | (3)                          | Cipro               | 0,913               | 0,45%                                   |
| 34                  | (3)                          | Grecia              | 0,908               | 0,18%                                   |
| 35                  | (1)                          | Polonia             | 0,906               | 0,35%                                   |
| 36                  | (5)                          | Estonia             | 0,905               | 0,33%                                   |
| 37                  | (9)                          | Arabia Saudita      | 0,900               | 0,70%                                   |
| 38                  | (1)                          | Bahrein             | 0,899               | 0,80%                                   |
| 39                  | (4)                          | Lituania            | 0,895               | 0,32%                                   |
| 40                  | (2)                          | Portogallo          | 0,890               | 0,42%                                   |
| 41                  | (1)                          | Croazia             | 0,889               | 0,53%                                   |
| 41                  | (4)                          | Lettonia            | 0,889               | 0,51%                                   |
| 43                  | (4)                          | Qatar               | 0,886               | 0,45%                                   |
| 44                  | (6)                          | Slovacchia          | 0,880               | 0,14%                                   |
| 45                  | (1)                          | Cile                | 0,878               | 0,47%                                   |
| 46                  | (1)                          | Ungheria            | 0,870               | 0,22%                                   |
| 47                  | (7)                          | Argentina           | 0,865               | 0,15%                                   |
| 48                  | Stabile                      | Montenegro          | 0,862               | 0,38%                                   |
| 48                  | (13)                         | Uruguay             | 0,862               | 0,47%                                   |
| 50                  | (1)                          | Oman                | 0,858               | 0,22%                                   |

### ISU Alto
| Posizione           | Posizione                    | Nazione              | ISU                 | ISU                                     |
| 2025, dati del 2023 | Cambiamento rispetto al 2015 | Nazione              | 2025, dati del 2023 | Cambiamento medio nel periodo 2010-2023 |
| ------------------- | ---------------------------- | -------------------- | ------------------- | --------------------------------------- |
| 51                  | (7)                          | Turchia              | 0,853               | 1,10%                                   |
| 52                  | (1)                          | Kuwait               | 0,852               | 0,36%                                   |
| 53                  | (5)                          | Antigua e Barbuda    | 0,851               | 0,18%                                   |
| 54                  | (5)                          | Seychelles           | 0,848               | 0,30%                                   |
| 55                  | (1)                          | Bulgaria             | 0,845               | 0,09%                                   |
| 55                  | (2)                          | Romania              | 0,845               | 0,14%                                   |
| 57                  | (6)                          | Georgia              | 0,844               | 0,54%                                   |
| 58                  | (4)                          | Saint Kitts e Nevis  | 0,840               | 0,49%                                   |
| 59                  | (6)                          | Panama               | 0,839               | 0,47%                                   |
| 60                  | (12)                         | Brunei               | 0,837               | 0,13%                                   |
| 60                  | (1)                          | Kazakistan           | 0,837               | 0,38%                                   |
| 62                  | (3)                          | Costa Rica           | 0,833               | 0,39%                                   |
| 62                  | (5)                          | Serbia               | 0,833               | 0,39%                                   |
| 64                  | (12)                         | Russia               | 0,832               | 0,25%                                   |
| 65                  | (10)                         | Bielorussia          | 0,824               | 0,12%                                   |
| 66                  | (3)                          | Bahamas              | 0,820               | 0,21%                                   |
| 67                  | (2)                          | Malaysia             | 0,819               | 0,41%                                   |
| 68                  | (4)                          | Macedonia del Nord   | 0,815               | 0,21%                                   |
| 69                  | (9)                          | Barbados             | 0,811               | 0,18%                                   |
| 69                  | Stabile                      | Armenia              | 0,811               | 0,52%                                   |
| 71                  | Stabile                      | Albania              | 0,810               | 0,25%                                   |
| 72                  | (10)                         | Trinidad e Tobago    | 0,807               | 0,30%                                   |
| 73                  | Stabile                      | Mauritius            | 0,806               | 0,44%                                   |
| 74                  | (7)                          | Bosnia ed Erzegovina | 0,804               | 0,68%                                   |

### ISU medio
| Posizione           | Posizione                    | Nazione            | ISU                 | ISU                                     |
| 2024, dati del 2022 | Cambiamento rispetto al 2015 | Nazione            | 2024, dati del 2022 | Cambiamento medio nel periodo 2010-2022 |
| ------------------- | ---------------------------- | ------------------ | ------------------- | --------------------------------------- |
| 119                 | (39)                         | Vietnam            | 0,699               | 0,68%                                   |
| 120                 | (5)                          | Marocco            | 0,698               | 1,21%                                   |
| 120                 | (1)                          | Bolivia            | 0,698               | 0,45%                                   |
| 122                 | (9)                          | Nauru              | 0,696               | 1,84%                                   |
| 123                 | (6)                          | Gabon              | 0,693               | 0,46%                                   |
| 124                 | (13)                         | Suriname           | 0,690               | 0,07%                                   |
| 125                 | (10)                         | Bhutan             | 0,681               | 1,32%                                   |
| 126                 | (2)                          | Tagikistan         | 0,679               | 0,61%                                   |
| 127                 | (4)                          | El Salvador        | 0,674               | 0,21%                                   |
| 128                 | (3)                          | Iraq               | 0,673               | 0,57%                                   |
| 129                 | (12)                         | Bangladesh         | 0,670               | 1,54%                                   |
| 130                 | Stabile                      | Nicaragua          | 0,669               | 0,76%                                   |
| 131                 | (7)                          | Capo Verde         | 0,661               | 0,15%                                   |
| 132                 | (7)                          | Tuvalu             | 0,653               | 0,39%                                   |
| 133                 | (4)                          | Guinea Equatoriale | 0,650               | 0,54%                                   |
| 134                 | (4)                          | India              | 0,644               | 0,99%                                   |
| 135                 | (4)                          | Micronesia         | 0,634               | 0,13%                                   |
| 136                 | (3)                          | Guatemala          | 0,629               | 0,21%                                   |
| 137                 | (2)                          | Kiribati           | 0,628               | 0,61%                                   |
| 138                 | (1)                          | Honduras           | 0,624               | 0,38%                                   |
| 139                 | (2)                          | Laos               | 0,620               | 0,90%                                   |
| 140                 | (4)                          | Vanuatu            | 0,614               | 0,50%                                   |
| 141                 | (2)                          | Suriname           | 0,613               | 0,86%                                   |
| 142                 | (5)                          | eSwatini           | 0,610               | 1,70%                                   |
| 142                 | (8)                          | Namibia            | 0,610               | 0,36%                                   |
| 144                 | (10)                         | Birmania           | 0,608               | 1,54%                                   |
| 145                 | (1)                          | Ghana              | 0,602               | 0,44%                                   |
| 146                 | (3)                          | Nepal              | 0,601               | 0,85%                                   |
| 146                 | (2)                          | Kenya              | 0,601               | 0,82%                                   |
| 148                 | (2)                          | Cambogia           | 0,600               | 0,85%                                   |
| 149                 | (10)                         | Rep. del Congo     | 0,593               | 0,17%                                   |
| 150                 | (5)                          | Angola             | 0,591               | 1,14%                                   |
| 151                 | (1)                          | Camerun            | 0,587               | 1,10%                                   |
| 152                 | (3)                          | Comore             | 0,586               | 0,94%                                   |
| 153                 | (2)                          | Zambia             | 0,569               | 0,63%                                   |
| 154                 | (5)                          | Papua Nuova Guinea | 0,568               | 1,12%                                   |
| 155                 | (18)                         | Timor Est          | 0,566               | 1,01%                                   |
| 156                 | (4)                          | Isole Salomone     | 0,562               | 0,13%                                   |
| 157                 | (1)                          | Siria              | 0,557               | 1,42%                                   |
| 158                 | (1)                          | Haiti              | 0,552               | 1,74%                                   |
| 159                 | (2)                          | Uganda             | 0,550               | 0,80%                                   |
| 159                 | (1)                          | Zimbabwe           | 0,550               | 1,12%                                   |

### ISU basso
| Posizione           | Posizione                                         | Nazione            | ISU                 | ISU                                               |
| 2024, dati del 2022 | Cambiamento rispetto al 2015                      | Nazione            | 2024, dati del 2022 | Cambiamento medio nel periodo 2010-2022           |
| ------------------- | ------------------------------------------------- | ------------------ | ------------------- | ------------------------------------------------- |
| 161                 | (5)                                               | Ruanda             | 0,548               | 1,02%                                             |
| 161                 | (2)                                               | Nigeria            | 0,548               | 0,97%                                             |
| 163                 | (2)                                               | Togo               | 0,547               | 1,29%                                             |
| 164                 | (3)                                               | Pakistan           | 0,540               | 0,71%                                             |
| 164                 | (4)                                               | Mauritania         | 0,540               | 0,51%                                             |
| 166                 | (4)                                               | Costa d'Avorio     | 0,534               | 1,07%                                             |
| 167                 | (2)                                               | Uganda             | 0,532               | 0,64%                                             |
| 168                 | Stabile                                           | Lesotho            | 0,521               | 0,86%                                             |
| 169                 | (1)                                               | Senegal            | 0,517               | 0,80%                                             |
| 170                 | (6)                                               | Sudan              | 0,516               | 0,45%                                             |
| 171                 | (4)                                               | Gibuti             | 0,515               | 1,67%                                             |
| 172                 | (1)                                               | Malawi             | 0,508               | 0,81%                                             |
| 173                 | (7)                                               | Benin              | 0,504               | 0,39%                                             |
| 174                 | (5)                                               | Gambia             | 0,495               | 0,82%                                             |
| 175                 | Stabile                                           | Eritrea            | 0,493               | 0,62%                                             |
| 176                 | (5)                                               | Etiopia            | 0,492               | 1,55%                                             |
| 177                 | Stabile                                           | Liberia            | 0,487               | 0,48%                                             |
| 177                 | (5)                                               | Madagascar         | 0,487               | 0,02%                                             |
| 179                 | (1)                                               | Guinea-Bissau      | 0,483               | 0,76%                                             |
| 180                 | Stabile                                           | RD del Congo       | 0,481               | 1,06%                                             |
| 181                 | (2)                                               | Guinea             | 0,471               | 1,06%                                             |
| 182                 | (8)                                               | Afghanistan        | 0,462               | 0,24%                                             |
| 183                 | (1)                                               | Mozambico          | 0,461               | 1,04%                                             |
| 184                 | (1)                                               | Sierra Leone       | 0,458               | 0,80%                                             |
| 185                 | (2)                                               | Burkina Faso       | 0,438               | 1,37%                                             |
| 186                 | (5)                                               | Yemen              | 0,424               | 1,30%                                             |
| 187                 | (1)                                               | Burundi            | 0,420               | 0,32%                                             |
| 188                 | Stabile                                           | Mali               | 0,410               | 0,08%                                             |
| 189                 | (2)                                               | Niger              | 0,394               | 1,34%                                             |
| 189                 | Stabile                                           | Ciad               | 0,394               | 0,66%                                             |
| 191                 | Stabile                                           | Rep. Centrafricana | 0,387               | 0,67%                                             |
| 192                 | (2)                                               | Sudan del Sud      | 0,381               | 0,53%                                             |
| 193                 | HDI non disponibile negli anni precedenti il 2022 | Somalia            | 0,380               | HDI non disponibile negli anni precedenti il 2022 |